# Jeff Petry
Jeff Petry (Ann Arbor, 9 dicembre 1987) è un hockeista su ghiaccio statunitense.

## Palmarès

### Mondiali
- 1 medaglia:
  - 1 bronzo (Svezia/Finlandia 2013)